# Reniero Zen
Pour les articles homonymes, voir Zen (homonymie).
Reniero Zen (né à Venise à une date inconnue - mort le 7 juillet 1268 à Venise) est le 45e doge de Venise, élu en 1253.

## Biographie
Reniero Zen est le fils de Pietro et de mère inconnue, son dogat est marqué par les guerres contre Gênes pour la domination du commerce oriental.

### Sa vie
Raniero Zen, dont la jeunesse est inconnue, est un homme d'une indiscutable valeur. Il accède rapidement aux postes de premier plan.
Les premières informations nous en parlent comme d'un diplomate avec de nombreuses charges en France et en Italie où il risque l'excommunication pontificale pour avoir incité Bologne à ne pas payer les impôts. Il est présenté aussi comme un habile combattant.
En 1240 il est aux côtés du doge Jacopo Tiepolo lors du siège de Ferrare et en 1244, il est nommé capitaine de mer (commandant de la flotte). Il devient plusieurs fois podestat de nombreuses villes de la terre-ferme italienne. Il épouse Aluica di Prata, on ne sait pas combien d'enfant ils ont eu.

### Le dogat

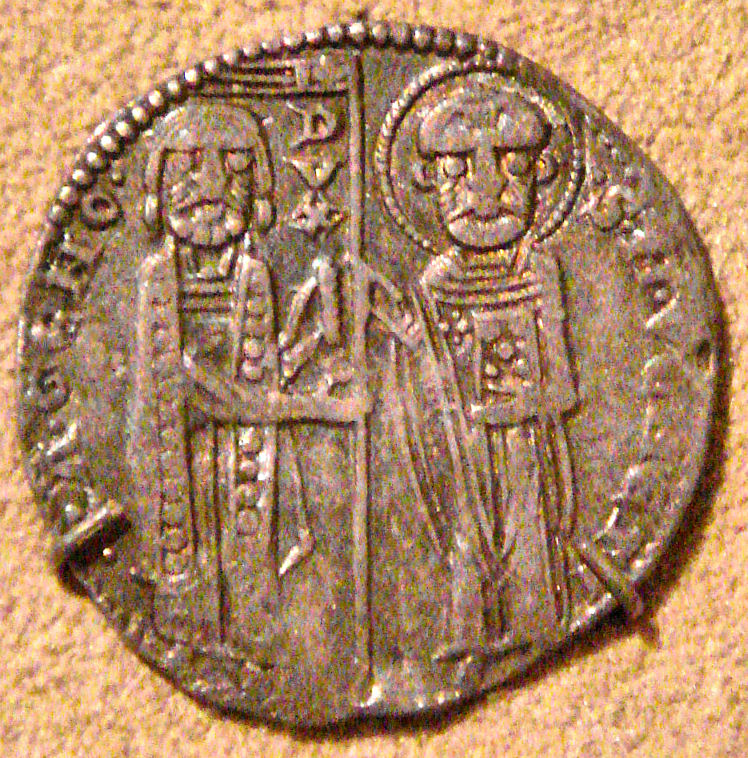
Pièce d'argent de Reniero Zen

À la mort de Marino Morosini, Zen se présente au dogat face à Marco Ziani et gagne par 21 voix sur 41.
Au moment de l'élection, il est podestat de Fermo et rentre dans la cité seulement un mois après. Pour célébrer son élection, il organise un grand tournoi chevaleresque qui suscite un intérêt international et qui restera longtemps dans la mémoire de la population, comme l'indiquent les chroniques de l'époque, enthousiastes de spectacles aussi insolites. 
En 1256–1259, la marche de Trévise est secouée par la guerre avec le pape, soutenu par Venise et Trévise, et  Ezzelino da Romano. C'est seulement avec la mort de celui-ci en 1259, que la situation s'apaise un peu.

### Guerre contre Gênes
La situation résolue en Italie, la guerre contre Gênes éclate, les deux puissances maritimes, concurrentes sur les plans économique et politique, se disputent le monastère de Saint-Sabas dans la ville de Tyr. En 1255, les Génois en prennent possession saccageant le quartier vénitien.
Lorenzo Tiepolo, amiral de la flotte et futur doge, intervient et en 1257 il détruit la flotte génoise. Gênes s'allie alors avec l'empereur byzantin Michel VIII Paléologue (traité de Nymphée, 1261). La chute de Constantinople en juillet 1261 bloque l'accès à la mer Noire pour Venise qui riposte en armant une importante flotte commandée par Gilberto Dandolo : la  bataille de Settepozzi (1263) améliore la position de Venise mais ne résout pas de manière définitive le problème. Sans solution, en 1265 Venise demande une trêve quinquennale et, en 1270, une paix définitive: Renier Zen est déjà mort et bien que disposant de nombreux privilèges, Venise n'a plus l'exclusivité du commerce qu'elle partage avec Gênes.
Sur le plan interne Renier Zen fait approuver les statuts qui en 129 articles créent une législation maritime efficace et moderne. Pendant son dogat, Zen cherche à réduire les fractures entre les classes sociales, donnant naissance à une harmonie entre le peuple et l'aristocratie qui tiendra soudée la république vénitienne oligarchique jusqu'à sa fin. Il meurt le 7 juillet 1268 et est inhumé dans la basilique de San Zanipolo.